# Kuriyama
Kuriyama (栗山町?) è una cittadina giapponese della prefettura di Hokkaidō.